# May East
May East, pseudonimo di Maria Elisa Capparelli Pinheiro (San Paolo, 29 gennaio 1956), è una cantante, attivista e urbanista brasiliana.

## Biografia
Italobrasiliana di San Paolo, nei primi anni 80 è stata una delle voci femminili della formazione musicale Gang 90 e as Absurdettes, che hanno riscosso grande successo con le canzoni Perdidos Na Selva e Nosso Louco Amor.
Nel 1982 ha collaborato con il gruppo di videoarte indipendente TVDO e insieme a Nelson Motta ha prodotto il programma televisivo Mocidade Independente per TV Bandeirantes.
May East ha lasciato la band qualche anno dopo, salvo poi intraprendere una carriera da solista sul finire del millennio proponendo però un repertorio in lingua inglese.
Vive dividendosi tra Brasile e Regno Unito, dove ha studiato Architettura all'Università di Dundee, conseguendo laurea e dottorato in Urbanistica. Borsista UNITAR, ha un Master in Pianificazione Spaziale con specializzazione in approcci integrati per la rigenerazione delle città abbandonate nel Meridione d'Italia, che sostiene la riattivazione degli insediamenti abbandonati, le cosiddette città fantasma nell'Europa meridionale, come alternativa abitativa, soluzione che viene fornita con una memoria collettiva incorporata e offre opportunità "adattabili a livello locale e culturalmente radicate" per le comunità. 
May East è una delle cofondatrici del Global Ecovillage Network e ha vissuto per 15 anni nell'ecovillaggio di Findhorn dove ha istituito un nuovo filone di educazione allo sviluppo sostenibile offerto a numerosi gruppi universitari e scolastici, nonché da organizzazioni professionali in tutto il mondo. Ha sostenuto l’inserimento degli ecovillaggi nell'agenda delle Nazioni Unite intrecciando alleanze istituzionali e tecniche con UNESCO, UNITAR, UN-Habitat ed ECOSOC. 
È stata formatrice per Transition Town dal 2008, conducendo corsi in Cina, Thailandia, Israele, Portogallo, Brasile, India, Senegal, Italia, Cile e Regno Unito e facilitando la pianificazione partecipativa di scenari, il backcasting e le attività di sensibilizzazione sui cambiamenti climatici con fragili e comunità emarginate.
Nel 1995 è iniziato il suo attivismo ecologico, che l'ha vista relatrice in conferenze e seminari. May East ha svolto un ruolo di primo piano nello sviluppo delle relazioni tra le Nazioni Unite e l'ecovillaggio di Findhorn, culminate nella creazione di CIFAL Scotland nel 2006. Il centro di formazione per il Nord Europa affiliato all'Istituto delle Nazioni Unite per la formazione e la ricerca ha operato per 10 anni nello sviluppo delle capacità, della leadership e della condivisione delle conoscenze tra le autorità locali e regionali, le organizzazioni internazionali, il settore privato e la società civile.
È cofondatrice di Gaia Education, un consorzio internazionale di designer ed educatori di sostenibilità provenienti da centri di ricerca e sviluppo. Gaia Education sostiene programmi di erogazione in 55 paesi, che si svolgono in contesti che vanno dalle comunità tribali e tradizionali agli ecovillaggi intenzionali, e dagli slum urbani alle università e ai centri di ricerca.
Dal 2010 May East ha sviluppato una serie di attività di apprendimento basate su progetti a sostegno delle comunità indigene e delle loro tradizioni per la loro sopravvivenza in ambienti in rapido cambiamento, migliorando al tempo stesso le loro opportunità di diventare artefici del futuro desiderato. I progetti promuovono approcci integrati alla gestione del territorio per suoli più sani e maggiore resilienza climatica.
May East è stata inclusa per tre anni consecutivi (2011, 2012, 2013) nell'elenco dei 100 Global Sustain Ability Leaders, ovvero le 100 migliori persone in tutto il mondo che hanno fornito leadership nel campo della sostenibilità, elenco ideato e prodotto da Ken Hickson, Presidente/CEO di Sustain Ability Showcase Asia e ABC Carbon.
Ha ricevuto nel 2019 il premio Women of the Decade in Sustainability & Leadership Award presentato dal Women Economic Forum e dalla All Ladies League.

## Vita privata
Nei primi anni 80 è stata la fidanzata di Luiz Schiavon, il tastierista del gruppo RPM. Ha poi sposato il musicista britannico Craig Gibsone, suo collaboratore nell'album Cosmic Breath; il matrimonio è terminato col divorzio. Dopo aver lasciato l'ecovillaggio di Findhorn è andata a vivere a Edimburgo.

## Discografia da solista
- 1998: Cave of the Heart (con Findhorn Community Chor)
- 2000: Cosmic Breath (con Craig Gibsone)
- 2002: 1001 Faces